# Marcel Jean (cyclisme)
Pour les articles homonymes, voir Marcel Jean.
Marcel Jean, né le 23 décembre 1905 à Paris 5e et mort le 18 juin 1978 à Pessac, est un coureur cycliste français, spécialiste de la piste.

## Biographie
Marcel Jean est le fils de Marthe Plantard (1882-1936),, et le demi-frère cadet de Lucien Faucheux.
Vers l’âge de vingt ans, il court sous les couleurs de Lutèce-Sportif, fait ses débuts en 1926 sur la piste de la Cipale et connait ses premiers succès. Durant la saison hivernale, il participe à la « Médaille » au Vél’ d’Hiv,,. Il est qualifié pour la Grand Finale mais tombe. Lucien Faucheux estime que pour devenir un bon coureur cycliste, il faut tout d’abord faire de la route et le présente à Paul Ruinart, qui accepte d’essayer d’en faire un « Olympien ». Marcel porte durant toute l’année 1927 le maillot du V.C.L.  enlevant même quelques interclubs,. À la fin de la saison il retourne à la « Cipale ». Et l’hiver lui permet de renouer avec la piste du  Vél’ d’Hiv sur laquelle, tant en course qu’à l’entraînement, il réalise de très beaux exploits. Aussi, le 1er janvier 1928, il arbore à nouveau le maillot de Lutèce-Sportif cher à Rosine Picquart. Marcel Jean gagne des épreuves : vitesse, individuelles, américaines. Un déplacement en Pologne lui permet de remporter des victoires devant les meilleurs amateurs étrangers. De retour en France, il enlève à la « Cipale » le prix Alfred Riguelle. Il passe aspirant (professionnel) en juillet 1928. Il court des américaines avec son ami René Hournon,. N'arrivant pas à percer dans cette discipline, il retourne au sprint pur.
En janvier 1929, il est le vainqueur de la finale des seconds du Grand Prix du Conseil Municipal et termine premier du match de vitesse franco-allemand (Jean, Matheron vs.Steffes, Oszmella). En juillet, il finit troisième du Prix Hourlier-Comès, américaine de 50 km, avec  René Hournon; puis demi-finaliste du Grand Prix de Montrouge à Buffalo.
Durant la saison hivernale 1930/31, avec Roger Beaufrand et Raymond Mourand, il brigue la place de troisième sprinter français derrière Lucien Michard et Lucien Faucheux mais finit 3e de la poule nationale de vitesse, qualification pour le critérium national d'hiver, derrière Mourand et Beaufrand. En février 1931, il part pour 15 jours au Maroc. Il bat Mario Bergamini sur la piste du  vélodrome de Casablanca. Il ne revient que 3 mois plus tard sans avoir donné beaucoup de ses nouvelles. En novembre 1931, il annonce qu'il raccroche.
En novembre 1932, il bat Lucien Michard et Avanti Martinetti dans le Grand Prix de la Toussaint au Vél’ d’Hiv et finit 3e derrière Falck Hansen et Scherens; il est demi-finaliste du Grand Prix du conseil municipal.
En 1935, il prend le départ de Paris-Caen comme sixième homme dans l'équipe de Speicher, Mithouard, En 1935 et 1936, il organise des épreuves sur home-trainer en Espagne.
En 1939, il est responsable de la section corporative du C.V. des Marchés.
Sa fille, Germaine Voisin, se marie avec le coureur Guy Renaudin en 1943.

## Palmarès

### Championnats de France
- 1928
  - 3e du Championnat de France de vitesse amateurs[31]

### Grand Prix
- 1928
  - Prix de Janvier du Vél d'Hiv[32]
  - Grand Prix de Varsovie[33]
  - Challenge Paris-Banlieue[34]
  - Prix Alfred Riguelle[35]
- 1929
  - Prix Émile Friol
  - 3e du Grand Prix de l'UCI
  - 2e du Grand Prix de Pâques d'Angoulême
  - Prix Hourlier-Comès avec  René Hournon[18]
  - Coupe Lanaure à Saint-Étienne[36]
  - Grand Handicap d'Automne à Buffalo[37]

- 1930
  - 3e du Prix France-Italie de vitesse[38].

- 1932
  - 3e du Grand Prix de Bordeaux-Paris[39]
  - Prix de l'Assomption[40]
  - 3e Grand Prix de la Toussaint[25]